# イーストマン音楽学校の人物一覧
イーストマン音楽学校の人物一覧は、イーストマン音楽学校に関係する人物の一覧記事。

## 著名な教職員

### 器楽奏者
- レオナルド・デ・ロレンツォ - フルート
- アベル・ドゥコー - オルガン
- ロナルド・レオナルド - チェロ
- イリヤ・カーラー - ヴァイオリン

### 声楽家
- ジャン・デガエターニ

### 作曲家
- トーマス・カニング
- クリスティアン・シンディング
- ウェイン・バーロウ
- セリム・パルムグレン
- ハワード・ハンソン
- アーンスト・ベーコン
- アラン・ホヴァネス
- バーナード・ロジャース

### 指揮者
- フレデリック・フェネル
- ワルター・ヘンドル

### その他
- マーサ・グレアム - 舞踏家、振付師

## 卒業生

### 器楽奏者
- ロン・カーター - ベース
- ジョン・バロウズ - ホルン
- リック・ブラウン - トランペット
- マイロン・ブルーム - ホルン
- 三浦徹 - ユーフォニアム
- ビル・ライヒェンバッハ - トロンボーン、トランペット
- チャック・マンジョーネ - トランペット

### 声楽家
- ルネ・フレミング
- 安田祥子

### 作曲家
- エリック・イウェイゼン
- クリフトン・ウィリアムズ
- ロバート・ウォード
- ルクレシア・カシラグ
- トーマス・カニング
- ゲイル・キュービック
- ユリシーズ・ケイ
- ケント・ケナン
- ホーマー・ケラー
- マリア・シュナイダー
- ハンター・ジョンソン
- ニコラス・スロニムスキー
- デイヴィッド・ダイアモンド
- マイケル・トーキー
- ロン・ネルソン
- ウェイン・バーロウ
- ジェフ・ビール
- ヒューバート・クライン・ヘッドリー
- ジョエル・マクニーリー
- ウィリアム・フランシス・マクベス
- ジョージ・フレデリック・マッケイ
- マーティン・メイルマン
- ハーバート・オーエン・リード
- アレック・ワイルダー
- 川辺真

### 指揮者
- ジェイコブ・アヴシャロモフ
- 秋山紀夫
- ドナルド・ジョハノス
- フレデリック・フェネル
- ウィリス・ページ
- ドン・ローレンス・ミルズ
- 小松長生

### その他
- リッチ・ブリーン - レコーディング・エンジニア
- ニコルソン・ベイカー -  小説家、ノンフィクション作家

## その他
- ジョージ・イーストマン（創設者）